# 덴절 휘터커
덴절 휘터커(영어: Denzel Whitaker, 1990년 6월 15일 ~ )는 미국의 배우이다.

## 영화
- 트레이닝 데이
- 앤트 불리
- 그레이트 디베이터스
- 마이 소울 투 테이크
- 어브덕션
- 워리어 (2011년 영화)
- 블랙 팬서 (영화)

## 텔레비전
- 네모바지 스폰지밥
- ER (드라마)
- 워 앳 홈 (시트콤)
- 만능 수리공 매니
- CSI: 과학수사대
- 분덕스 (애니메이션)
- 먼데이 모닝스
- 블루 블러드 (드라마)